# Europa Cup (korfbal) 1967
De Europacup korfbal 1967 was de 1e editie van dit internationale korfbaltoernooi. Het was het allereerste internationale korfbaltoernooi voor clubteams.
Het deelnemersveld bestond uit zes teams uit drie landen, België, Nederland en Groot-Brittannië. Van elk deelnemend land werd een team in een poule geplaatst. Na de poulefase volgden de plaatsingswedstrijden.

## Deelnemers

### Poule A
| Club    | Plaats    |
| ------- | --------- |
| ROHDA   | Amsterdam |
| ATBS    | Antwerpen |
| Mitcham | Londen    |

### Poule B
| Club          | Plaats    |
| ------------- | --------- |
| Ons Eibernest | Den Haag  |
| Scaldis       | Antwerpen |
| Thornton      | Thornton  |

## Toernooi

### Poulefase
Poule A
| Thuisploeg |   | Uitploeg | Uitslag |
| ---------- | - | -------- | ------- |
| ROHDA      | - | ATBS     | 3-2     |
| ROHDA      | - | Mitcham  | 6-0     |
| ATBS       | - | Mitcham  | 5-0     |

Poule B
| Thuisploeg    |   | Uitploeg | Uitslag |
| ------------- | - | -------- | ------- |
| Ons Eibernest | - | Scaldis  | 6-2     |
| Ons Eibernest | - | Thornton | 7-0     |
| Scaldis       | - | Thornton | 2-3     |

### Plaatsingswedstrijden
| 5e/6e plaats |         |   |
|              |         |   |
|              | Mitcham | 2 |
|              | Scaldis | 2 |

(Mitcham en Scaldis deelden de vijfde plek)
| 3e/4e plaats |          |   |
|              |          |   |
|              | ATBS     | 2 |
|              | Thornton | 2 |

(ATBS en Thornton deelden de derde plek)
| Finale |               |   |
|        |               |   |
| A1     | ROHDA         | 2 |
| B1     | Ons Eibernest | 4 |

| Kampioen EuropaCup 1967    |
| -------------------------- |
| Ons Eibernest Eerste titel |

### Eindklassement
| Positie | Club          |
| ------- | ------------- |
| Goud    | Ons Eibernest |
| Zilver  | ROHDA         |
| Brons   | ATBS          |
| Brons   | Thornton      |
| 5       | Scaldis       |
| 5       | Mitcham       |

1967 ·
1968 ·
1969 ·
1970 ·
1971 ·
1972 ·
1973 ·
1974 ·
1975 ·
1976 ·
1977 ·
1978 ·
1979 ·
1980 ·
1981 ·
1982 ·
1983 ·
1985 ·
1986 ·
1988 ·
1989 ·
1990 ·
1991 ·
1992 ·
1993 ·
1994 ·
1995 ·
1996 ·
1997 ·
1998 ·
1999 ·
2000 ·

2001 ·
2002 ·
2003 ·
2004 ·
2005 ·
2006 ·
2007 ·
2008 ·
2009 ·
2010 ·
2011 ·
2012 ·
2013 ·
2014 ·
2015 ·
2016 ·
2017 ·
2018 ·
2019 ·
2020 ·
2021 ·
2022